# Пинароло По
Пинаро̀ло По̀ (на италиански: Pinarolo Po; на ломбардски: Pinarö, Пинарьо) е село и община в Северна Италия, провинция Павия, регион Ломбардия. Разположено е на 67 m надморска височина. Населението на общината е 1666 души (към 2017 г.).